# فيل بيتي
فيل بيتي (بالإنجليزية: Phil Beattie)‏ هو منافس ألعاب قوى بريطاني، ولد في 8 سبتمبر 1963 في بلفاست في المملكة المتحدة.

## وصلات خارجية
- فيل بيتي على موقع الاتحاد الدولي لألعاب القوى (الإنجليزية)
- فيل بيتي على موقع أوليمبيديا (الإنجليزية)